# Hernán Márquez
Hernán Márquez Beltrán (ur. 4 września 1988 w Empalme) – meksykański bokser, aktualny zawodowy mistrz świata wagi muszej organizacji WBA.
Karierę zawodową rozpoczął 21 października 2005. 25 czerwca 2009 zdobył lokalny tytuł WBC USNBC w wadze muszej wygrywając na punkty ze swoim rodakiem Juanem Escuerem.
10 lipca 2010 stoczył walkę o przejściowy tytuł mistrza WBA w kategorii junior koguciej. Przegrał z obrońcą tytułu, późniejszym mistrzem WBA i WBC w kategorii koguciej, znakomitym Filipińczykiem Nonito Donaire, przez techniczny nokaut w ósmej rundzie.
2 kwietnia 2011 w Panamie doszło do konfrontacji z mistrzem WBA wagi muszej Luisem Concepción z Panamy. Pojedynek rozpoczął się dynamicznie i w pierwszej rundzie obydwaj rywale znaleźli się na deskach. Ponownie spotkało to Panamczyka w trzeciej i dziesiątej rundzie. W jedenastej rundzie walka została przerwana przez lekarza i Márquez został mistrzem świata
Po trzech miesiącach 2 lipca 2011 po raz pierwszy wystąpił w obronie tytułu pokonując przez nokaut w trzeciej rundzie Edrina Dapudonga z Filipin. 29 października doszło do pojedynku rewanżowego z Luisem Concepciónem. Znokautował przeciwnika już w pierwszej rundzie mając go trzykrotnie na deskach.  